# Zabójczy cel
Zabójczy cel (ang. Kill Switch) – film sensacyjny z 2008 roku.

## Fabuła
Jacob King, detektyw specjalizujący się w tropieniu seryjnych morderców, staje przed kolejnym zadaniem. Jego celem jest dwóch seryjnych morderców, z których jeden maluje na ciałach ofiar astrologiczne znaki, a drugi jest specjalistą od ładunków wybuchowych.

## Obsada
- Steven Seagal – Jacob King
- Holly Dignard – Frankie Miller
- Karyn Michelle Baltzer – Celine
- Chris Thomas King – Storm
- Philip Granger – kapitan Jensen
- Jerry Rector – prawnik